# Región del Sudeste (Macedonia del Norte)
La Región del Sudeste es una de las ocho regiones estadísticas de Macedonia del Norte. Esta región estadística comparte, internamente, límites con la Región de Vardar, y la Región del Este. Posee límites internacionales con Grecia y Bulgaria.

## Municipalidades
Se divide en las siguientes municipalidades:
- Municipalidad de Bogdanci
- Municipalidad de Bosilovo
- Municipalidad de Gevgelija
- Municipalidad de Konče
- Municipalidad de Novo Selo
- Municipalidad de Radoviš
- Municipalidad de Star Dojran
- Municipalidad de Strumica
- Municipalidad de Valandovo
- Municipalidad de Vasilevo